# 康布尔树林公园
康布尔树林公园（法語：Bois de la Cambre）是位於比利時首都布魯塞爾近郊的一個公園和綠地。森林中央有一個湖泊，湖中有一個小島。